# 大分県道55号両子山武蔵線
大分県道55号両子山武蔵線（おおいたけんどう55ごう ふたごさんむさしせん）は、大分県国東市を通る県道（主要地方道）である。

## 概要
国東市安岐町両子から国東市武蔵町古市に至る。
国東市安岐町の国東半島の中央に位置する両子山の山頂付近から、山腹を南西方向に下り、国東市武蔵町の海岸付近の中心地区で国道213号に接続する。
終点近くでは、旧武蔵町の中心地区を通過する。旧武蔵町の信号のある交差点には、「おれんじくん」、「なかよし」、「よつかどくん」といった愛称が付けられている。

### 路線データ
- 起点：大分県国東市安岐町両子（大分県道29号豊後高田国東線交点）
- 終点：大分県国東市武蔵町古市（みなと（武蔵港前）交差点、国道213号交点、大分県道543号武蔵港線終点）

## 歴史
- 1993年（平成5年）5月11日 - 建設省から、県道成仏杵築線の一部・県道富清掛樋線の一部・県道富清武蔵線が両子山武蔵線として主要地方道に指定される[1]。

## 地理

### 通過する自治体
- 国東市

### 交差する道路
| 交差する道路                    | 交差する場所 | 交差する場所                               |
| ------------------------------- | ------------ | ------------------------------------------ |
| 大分県道29号豊後高田国東線      | 安岐町両子   | 起点                                       |
| 大分県道651号富清掛樋線         | 安岐町富清   |                                            |
| 国東広域農道 / オレンジロード   | 武蔵町手野   | おれんじくん（オレンジロード・手野）交差点 |
| 大分県道201号国東安岐線         | 武蔵町古市   | よつかどくん（武蔵・古市）交差点           |
| 国道213号 大分県道543号武蔵港線 | 武蔵町古市   | みなと（武蔵港前）交差点 / 終点            |

### 沿線
- 両子山
- 両子寺
- 三浦梅園旧宅
- 国東市立志成学園